# Buzz!
Cet article possède un paronyme, voir Buzz.

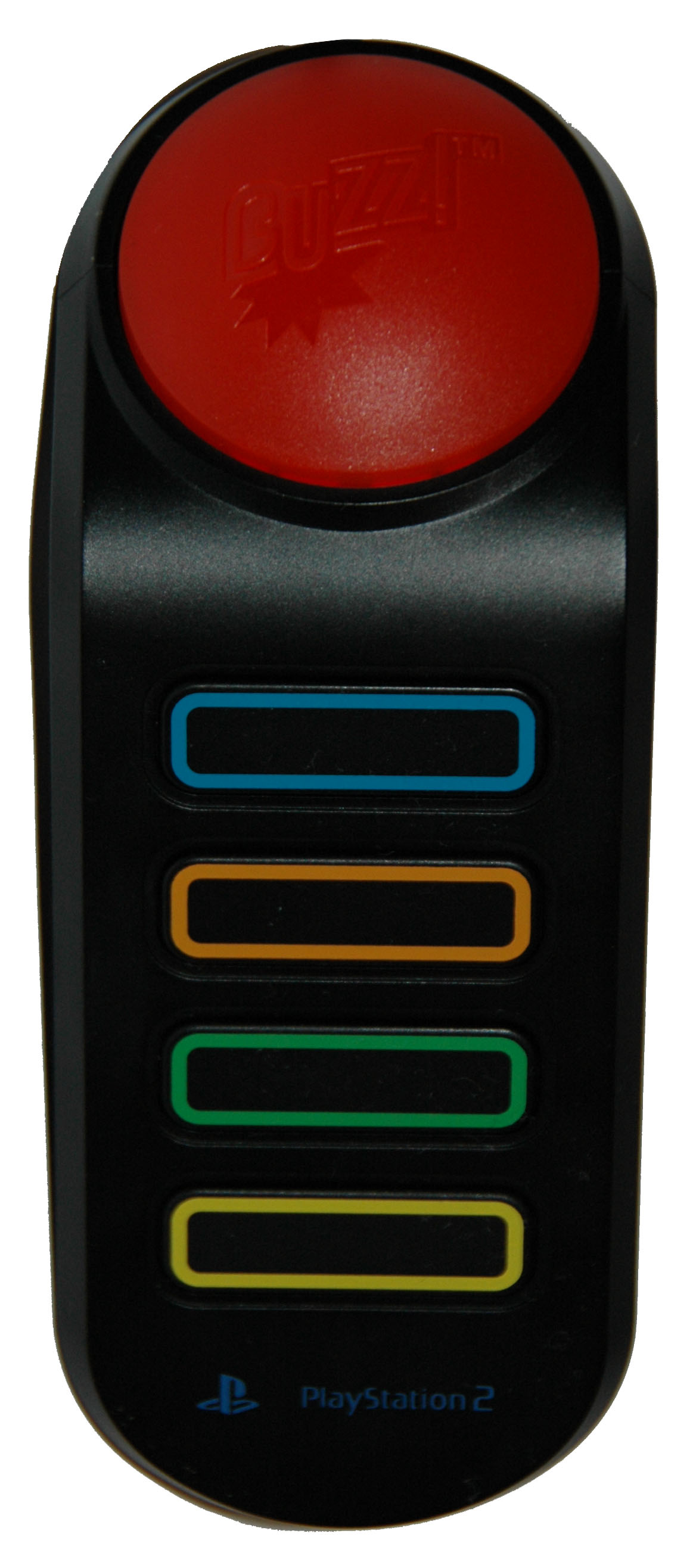
Un « buzzer » destiné à être utilisé avec le jeu sur PlayStation 2.

Buzz! est une série de jeux vidéo de quiz, éditée par Sony et développée par Relentless Software depuis 2005.

## Liste des jeux

### Buzz!
| Année                            | Console                                          | Titre                              |
| -------------------------------- | ------------------------------------------------ | ---------------------------------- |
| 26 octobre 2005                  | PlayStation 2                                    | Buzz! / Buzz! : Le Quiz musical    |
| 26 avril 2006                    | PlayStation 2                                    | Buzz! : Le Grand Quiz              |
| 15 novembre 2006                 | PlayStation 2                                    | Buzz! : Le Quiz du Sport           |
| 11 mai 2007                      | PlayStation 2                                    | Buzz! : Le Mega Quiz               |
| 24 octobre 2007                  | PlayStation 2                                    | Buzz! : Hollywood Quiz             |
| 11 janvier 2008                  | PlayStation 2                                    | Buzz! : The Schools Quiz           |
| 23 avril 2008                    | PlayStation 2                                    | Buzz! : Le Quiz Pop                |
| 18 juin 2008                     | PlayStation 3                                    | Buzz! : Quiz TV                    |
| 30 juillet 2008                  | PlayStation Portable                             | Buzz! : Master Quiz                |
| 3 décembre 2008                  | PlayStation Portable                             | Buzz! : Brain Twister              |
| 25 mars 2009                     | PlayStation 2 PlayStation 3 PlayStation Portable | Buzz! : Le Plus Malin des Français |
| 25 mars 2009                     | PlayStation Portable                             | Buzz! : Le Plus Malin des Belges   |
| 28 octobre 2009 16 décembre 2009 | PlayStation 3 PlayStation Portable               | Buzz! : Quiz World                 |
| 20 octobre 2010 12 janvier 2011  | PlayStation 3 PlayStation Portable               | Buzz! : The Ultimate Music Quiz    |
| 22 décembre 2010                 | PlayStation Store                                | Buzz! : Quiz Player                |

### Buzz! Junior
| Année                            | Console                         | Titre                              |
| -------------------------------- | ------------------------------- | ---------------------------------- |
| 25 octobre 2006                  | PlayStation 2                   | Buzz! Junior : Singes en délire    |
| 30 mai 2007 ?? juillet 2008      | PlayStation 2 PlayStation Store | Buzz! Junior : Robots en Folie     |
| 7 novembre 2007 3 septembre 2009 | PlayStation 2 PlayStation Store | Buzz! Junior : Les Petits Monstres |
| 22 février 2008 10 décembre 2009 | PlayStation 2 PlayStation Store | Buzz! Junior : Les P'tits Dinos    |
| 24 octobre 2008                  | PlayStation 2                   | Buzz! Junior : Les As du Volant    |
| 1er novembre 2010                | PlayStation Portable            | Singes en Délire                   |